# FIFA Street 3
FIFA Street 3 – trzecia z serii gier komputerowych FIFA Street. Jest sequelem FIFY Street 2.
FIFA Street 3 ma w porównaniu ze swoim poprzednikiem ulepszoną grafika. Sama rozgrywka natomiast nie uległa wielkiej zmianie i nadal jest mało realistyczna. Gra ma większą liczbę tricków, więcej lokacji i trybów gry. Do wyboru gracz ma kilkanaście reprezentacji narodowych (brak polskiej), oraz drużyny mieszane składające się z graczy reprezentacji. Tryb kariery jest oparty na nagradzaniu gracza za wygrane mecze coraz lepszymi drużynami. Na samym końcu kariery można odblokować drużynę klasyczną, złożoną z takich gwiazd piłki nożnej, jak Zico czy Paul Gascoigne.
Same boiska gry są mniej zróżnicowane niż w FIFie Street 2, największa różnica lokacji polega na powierzchni boiska i tym samym na przyczepności piłki do ziemi. Wszystkie boiska mają porównywalne rozmiary. Kolejną różnicą do prequela jest trudniejszy i mniej efektywny tackling, FIFA Street 3 nie ma możliwości ostrego wejścia w przeciwnika.